# 島根県道313号美濃地石見横田停車場線
島根県道313号美濃地石見横田停車場線（しまねけんどう313ごう みのじいわみよこたていしゃじょうせん）は、島根県益田市を通る一般県道である。

## 概要
益田市美濃地町からJR西日本山口線 石見横田駅に至る。

### 路線データ
- 起点：益田市美濃地町（島根県道170号益田津和野線交点）
- 終点：益田市神田町（JR西日本山口線 石見横田駅前、島根県道223号石見横田停車場線起点）

## 歴史
- 1958年（昭和33年）6月13日 - 島根県告示第525号により認定される。
- 1972年（昭和47年）頃 - 現行の県道番号に変更される。

## 路線状況

### 重複区間
- 島根県道・山口県道14号益田阿武線（益田市川登町）
- 島根県道223号石見横田停車場線（益田市神田町）

## 地理

### 通過する自治体
- 益田市

### 交差する道路
| 交差する道路                                  | 交差する場所 | 交差する場所 |
| --------------------------------------------- | ------------ | ------------ |
| 島根県道170号益田津和野線                     | 美濃地町     | 起点         |
| 島根県道・山口県道14号益田阿武線 重複区間起点 | 川登町       |              |
| 島根県道・山口県道14号益田阿武線 重複区間終点 | 川登町       |              |
| 国道9号 国道187号 重複                        | 神田町       | [ 注釈 1 ]   |
| 島根県道223号石見横田停車場線 重複区間起点    | 神田町       |              |
| 島根県道223号石見横田停車場線 重複区間終点    | 神田町       | 終点         |

### 沿線
- 美濃郵便局
- 益田市役所 美濃連絡所
- 益田臨空ファクトリーパーク（益田拠点工業団地）
- JR西日本山口線 石見横田駅